# Турковская Слобода
Турко́вская Слобода́ (бел. Турко́ўская Слабада́) — деревня в составе Воротынского сельсовета Бобруйского района Могилёвской области Республики Беларусь.

## Географическое положение
Деревня Турковская Слобода находится в 33 км к юго-востоку от города Бобруйска при автомобильной дороге Н10452 Павловичи-Радуша, в 3 км от остановочного пункта «Омельно» на железнодорожной линии Бобруйск-Жлобин.

## Планировка
Планировка Турковской Слободы представляет собой плавно выгнутую улицу, ориентированную по меридиану и застроенную с обеих сторон деревянными домами усадебного типа.

## Население
- 1857 год — 259 человек
- 1897 год — 386 человек
- 1907 год — 445 человек
- 1917 год — 431 человек
- 1926 год — 500 человек
- 1959 год — 310 человек
- 1970 год — 282 человека
- 1986 год — 156 человек
- 1997 год — 86 человек
- 1999 год — 75 человек
- 2007 год — 68 человек
- 2010 год — 59 человек
- 2014 год — 57 человек

## История
В 1744 году населённый пункт был упомянут в письменных источниках как Турковская Слобода (другое название — Сеняки). Тогда он входил в состав имения Турки, находившегося во владении панов Скорин и располагался на территории Речицкого повета ВКЛ.
К 1857 году деревня Турки насчитывала 259 жителей, преимущественно выходцев из великороссийских губерний. Она относилась к приходу Троицкой церкви села Турки.
В 1897 году поселение значилось как деревня Слобода Турки в составе Турковской волости Бобруйского уезда Минской губернии, где насчитывалось 71 двор.
В 1932 году в деревне был создан колхоз «Красный Борец», при котором функционировала мельница.
Во время Великой Отечественной войны погибли 26 жителей деревни.
В 1967 году к Турковской Слободе был присоединён хутор Щигельский.
По состоянию на 1986 год в деревне было 69 домохозяйств, она входила в состав колхоза «Прогресс» и на её территории действовала ферма крупного рогатого скота.

## Памятник архитектуры
В центральной части деревни в начале XX века была возведена деревянная старообрядческая церковь — памятник архитектуры деревянного зодчества. Построенное из деревянных брусьев здание впоследствии было дополнено двухъярусной колокольней с шатровым завершением и луковичной главкой, пристроенной к главному фасаду.
Основной объём церкви, прямоугольный в плане, перекрыт вальмовой крышей. Боковые фасады равномерно прорезаны прямоугольными оконными проёмами, украшенными карнизами. Во внутреннем пространстве выделяется узкий бабинец с боковым входом.
Церковь Покрова Пресвятой Богородицы представляет собой характерный образец культовой архитектуры старообрядцев начала XX века.